# A karácsonymanó meséje
A karácsonymanó meséje egyéb címen Karácsonyi manókaland (eredeti címén An Elf's Story: The Elf on the Shelf) amerikai televíziós 3D-s számítógépes animációs film. A forgatókönyvet Carol Aebersold, Chanda Bell, Christa Pitts, Kenneth M. Waddell és Chad Eikhoff írta, Chad Eikhoff rendezte, a zenéjét John Timothy Roberts szerezte, a főszerepben Michael May hangja hallható. A Prana Animation Studios és a Trick 3D készítette, a Columbia Broadcasting System forgalmazta.
Amerikában 2011. november 26-án mutatták be. Magyarországon a Minimax-on adták le.

## Ismertető
A mese főhőse, Chippy, aki a gyermekek jó barátja. Az öreg, szakállas mikulás megbízza egy olyan feladatra, hogy visszaadja Taylor hitét, amelyet karácsonyba vetett. Sajnos ez a terv rosszul sül el és Chippy is kételkedni kezd a karácsony varázslatában. A megbocsátáson és a szereteten át mind a ketten rádöbbenek, hogy az élet legfontosabb dolga, hogy nem tanítható az igaz hit.

## Szereplők
- Taylor McTuttle – A főhős, aki egy 9 éves fiú, és a karácsonyba vetette hitét.
- Anya – Taylor anya
- Apa – Taylor apja
- Mikulás – A télapó, aki gyerekek öreg, szakállas barátja.
- Chippy – A télapó egyik manója, aki Taylor karácsonyi hitét akarja visszaadni.